# Fang I
Fang I (čínsky pchin-jinem Fāng Yì, znaky 方毅; 26. února 1916 – 17. října 1997) byl čínský komunistický politik, účastník občanské války, poté regionální politik ve Fu-ťienu a Šanghaji, diplomat ve Vietnamu, v 60. a první polovině 70. let organizátor čínské pomoci a investic do zahraničí, od druhé poloviny 70. let postoupil do celostátně významných funkcí: kandidát (1958–1973) a člen (1973–1987) ústředního výboru Komunistické strany Číny, člen politbyra (1977–1987) a sekretariátu ústředního výboru (1980–1982), předseda Státní komise pro vědu a techniku (1977–1984), místopředseda vlády (1978–1982), státní poradce (1982–1988), předseda akademie věd (1979–1981), místopředseda celostátního výboru Čínského lidového politického poradního shromáždění (1988–1993).

## Život
Fang I se narodil 27. března 1915 v Sia-menu v provincii Fu-ťien v chudé rodině. Jeho původní jméno bylo Fang Čching-ťi (čínsky pchin-jinem Fāng Qīngjí, znaky 方清吉). Když bylo Fang Iovi osm let, zemřel mu otec a rodina upadla do naprosté chudoby. S pomocí strýce z matčiny strany mohl Fang navštěvovat střední škol. Během školní docházky vstoupil ve 14 letech do Komunistického svazu mládeže a o rok později, v roce 1931, do Komunistické strany Číny (KS Číny).
Později odešel do Šanghaje a pracoval v předním nakladatelství Commercial Press. Neúčastnil se Dlouhého pochodu, protože patřil ke komunistickým aktivistům, kteří zůstali ve Fu-ťienu. V roce 1934 byl zatčen kuomintangskou policií a za komunistickou činnost odsouzen k osmi letům vězení. Z vězení byl propuštěn v roce 1937, po Sianském incidentu, vypuknutí čínsko-japonské války a uzavření dohody o druhé jednotné frontě mezi KS Číny a Kuomintangem. Během války s Japonskem působil jako místopředseda nebo vedoucí finančního odboru různých administrativních rad spravujících komunisty ovládanéregiony v severní Číně, naposledy byl generálním sekretářem finančního a ekonomického výboru Severočínské lidové vlády, poloautonomní komunistické vlády v severní Číně (1948–1949). Krátce vykonával úřad místopředsedy vlády provincie Šan-tung (březen–srpen 1949).
Po vzniku Čínské lidové republiky působil Fang I v letech 1949–1952 jako místopředseda vlády a ministr financí své domovské provincie Fu-ťien a současně byl místopředsedou finančního a ekonomického výboru východočínského vojensko-administrativního výboru (resp. od konce roku 1952 do roku 1954 východočínského administrativního výboru). V letech 1952–1953 byl krátce místostarostou Šanghaje. V září 1953 byl pak jmenován náměstkem ministra financí (Teng Siao-pchinga), ale ve funkci zůstal jen do října 1954. V roce 1954 byl totiž spolu se svou ženou Jin Sen vyslán na čínské velvyslanectví v Severním Vietnamu. Jako ekonomický zástupce byl zodpovědný za koordinaci čínské pomoci Severnímu Vietnamu. Tuto funkci zastával až do roku 1961. Mezitím byl roku 1958 zvolen kandidátem ústředního výboru KS Číny.
V roce 1961 se Fang I vrátil do Pekingu, byl jmenován místopředsedou Státní plánovací komise (do 1967) a do roku 1977 řídil zahraniční pomoc Číny jako předseda/ministr stojící v čele byra (od 1961), komise (od 1964) a ministerstva (1971–1977) pro hospodářské vztahy se zahraničím. Přitom mu byla velmi užitečná jeho znalost několika cizích jazyků, včetně angličtiny, němčiny, japonštiny a ruštiny. Na IX. sjezdu KS Číny v dubnu 1969 byl znovuzvolen kandidátem ústředního výboru. Vedl ekonomické delegace do mnoha, především afrických, zemí; mimo jiné dohlížel na projekt Tanzansko-zambijské železnice. Současně byl koncem roku 1964 zvolen poslancem Všečínského shromáždění lidových zástupců (do 1975). Na X. sjezdu KS Číny v srpnu 1973 byl zvolen členem ústředního výboru.
Po smrti Mao Ce-tunga a ukončení kulturní revoluce v roce 1976 byl Fang jmenován viceprezidentem Čínské akademie věd a sblížil se s Teng Siao-pchingem. Na XI. sjezdu KS Číny v srpnu 1977 byl znovuzvolen členem ústředního výboru a nově se stal i členem politbyra (znovuzvolen na XII. sjezdu roku 1982, ve funkci do roku 1987). O měsíc později, v září 1977 byl jmenován předsedou Státní komise pro vědu a techniku (do září 1984). Když se Teng dostal k moci, stal se Fang v březnu 1978 jedním z místopředsedů čínské vlády. Roku 1978 byl také opět zvolen poslancem Všečínského shromáždění lidových zástupců (do 1983). V letech 1979–1981 byl také předsedou Čínské akademie věd. Při obnově sekretariátu ústředního výboru v únoru 1980 byl jmenován jedním z tajemníků sekretariátu (do 1982), v sekretariátu měl na starosti otázky vědeckotechnického rozvoje.
V květnu 1982 přešel (s většinou dosavadních místopředsedů) z funkce místopředsedy vlády do nově zřízené funkce státního poradce (znovu jmenován 1983, do 1988). V roce 1988 byl vybrán jedním z místopředsedů celostátního výboru Čínského lidového politického poradního shromáždění (1988–1993). Od roku 1977 až do své smrti byl čestným předsedou Čínské asociace wej-čchi.
Dne 17. října 1997 zemřel v Pekingu.